# うるま市立あげな中学校
うるま市立あげな中学校（うるましりつ あげなちゅうがっこう）は、沖縄県うるま市安慶名にある公立中学校。
2025年度現在、在籍者数は800名弱。

## 概要
スポーツが盛んで特にバレーボール、テニス、ソフトボールでは県内でも屈指の実力を持つ。

## 沿革
- 1956年1月1日 - あげな中学校として設立認可。
- 1964年 - 具志川分校、川崎分校を合併。
- 1965年 - 校歌制定。
- 1976年 - 九州方面への修学旅行を初めて実施。
- 1979年8月14日 - 全九州バスケットボール選手権大会優勝。
- 1981年7月16日 - 具志川東中学校へ202名を分離。
- 1983年 - 全国中学校バレーボール大会で男子がベスト16。
- 1994年 - 全国中学校選抜剣道大会で女子が試合態度優秀校に選ばれる。
- 2006年10月31日 - 九州ソフトボール大会男子優勝。
- 2008年8月 - 全日本少年軟式野球大会 準優勝。
- 2012年2月19日 - 開校50周年記念式典開催。

## 著名な出身者
- 仲宗根泉（HY） - ミュージシャン[1]
- 許田信介（HY） - ミュージシャン[1]
- 西銘駿 - 俳優
- 上原健太 - プロ野球選手（日本ハムファイターズ）
- 花影香音 - 女優
- 嘉手川華（RYUKYU IDOL） - アイドル
- 山田純亜（RYUKYU IDOL） - アイドル
- くだかまり - タレント
- 野原暉央 - バスケットボール選手